# 10161 Nakanoshima
10161 Nakanoshima è un asteroide della fascia principale. Scoperto nel 1994, presenta un'orbita caratterizzata da un semiasse maggiore pari a 2,3868669 UA e da un'eccentricità di 0,0371889, inclinata di 3,98229° rispetto all'eclittica.